# Mike Pinder
Michael Thomas Pinder (Birmingham, 27 de diciembre de 1941-California, 24 de abril de 2024) fue un músico de rock británico, miembro fundador y teclista original del grupo de rock británico The Moody Blues. Dejó el grupo tras la grabación del noveno álbum de la banda, Octave, en 1978. Destaca especialmente por su contribución tecnológica a la música. En 2018, Pinder fue incluido en el Salón de la Fama del Rock and Roll como miembro de The Moody Blues.

## Primeros años
Pinder nació de Bert y Gladys Pinder en Kingstanding, Birmingham, y de joven tocó en El Riot and the Rebels, una banda de rock que alcanzó cierto éxito regional. Entre sus compañeros de banda se encontraban los futuros miembros de The Moody Blues, Ray Thomas y John Lodge.
Tras un periodo en el ejército británico, Pinder y Thomas tocaron juntos en una banda llamada Krew Cats; el grupo acabó en Alemania tocando en algunas de las bodegas en las que The Beatles habían pulido su musicalidad. Pinder y Thomas, sin dinero, tuvieron que atravesar a pie el norte de Europa para volver a casa, al Reino Unido. Por aquel entonces, Pinder fue contratado por Streetly Electronics, una empresa que fabricaba el Mellotron.

## The Moody Blues

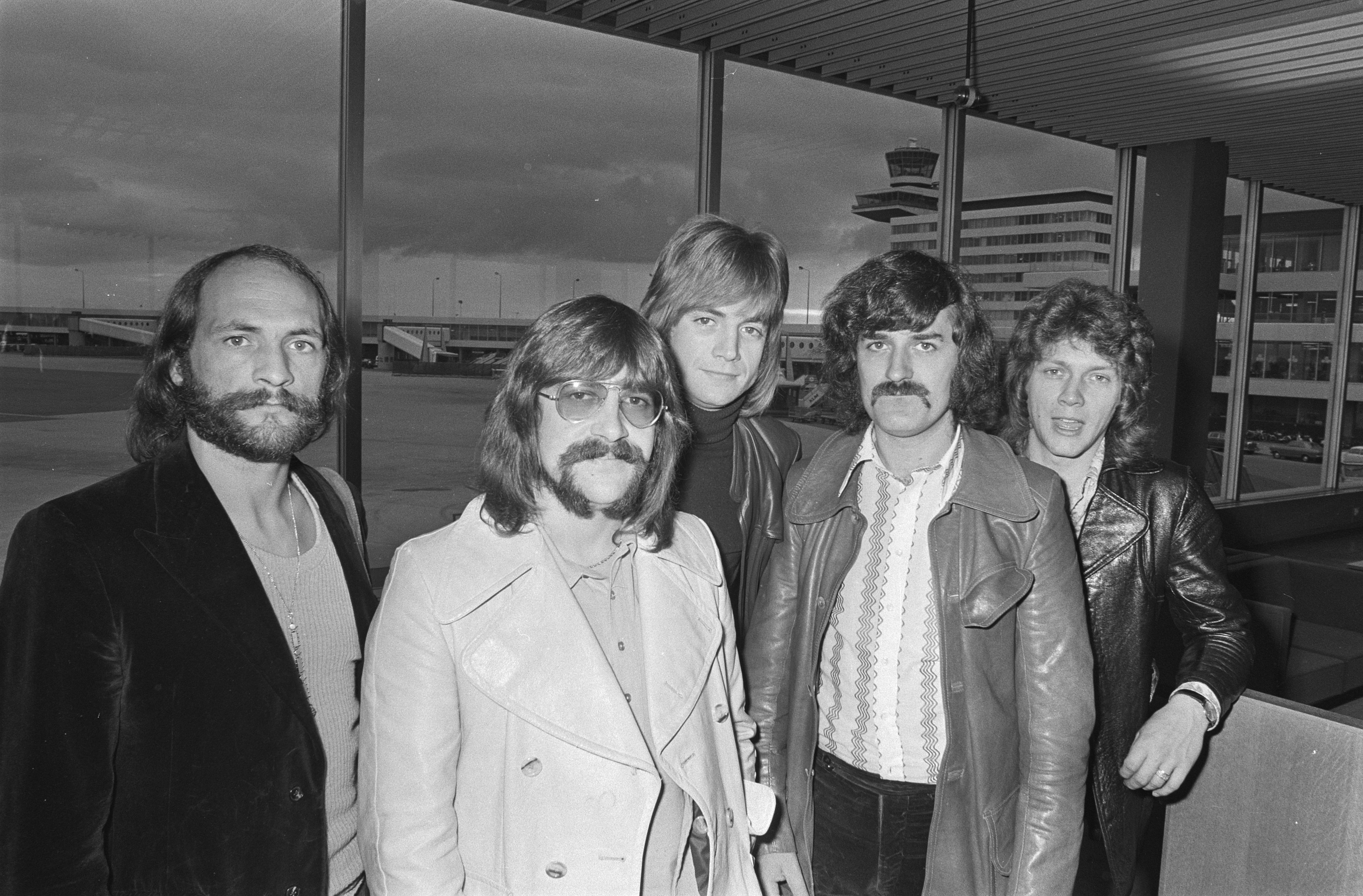
The Moody Blues llegando al Aeropuerto de Amsterdam Schiphol en 1970.

### Inicios
Pinder, Thomas y los miembros de otros grupos de éxito de Birmingham (el cantante y guitarrista Denny Laine, el cantante y bajista Clint Warwick y el baterista Graeme Edge) formaron The Moody Blues en 1964. Su primer sencillo, "Steal Your Heart Away", publicado por Decca Records, no llegó a las listas de éxitos. Sin embargo, su segundo lanzamiento, "Go Now", se convirtió en el número 1 del Reino Unido en enero de 1965. La banda tuvo otro éxito en el Reino Unido con "I Don't Want To Go On Without You" y luego lanzó su primer álbum The Magnificent Moodies (Decca) sólo en mono, en el que Pinder tomó la voz principal en una versión de "I Don't Mind" de James Brown. "Bye Bye Bird" de este álbum también fue un gran éxito para la banda en Francia. El álbum se publicó en EE. UU. con el nuevo título de Go Now en London Records.
Pinder y el guitarrista/vocalista principal Laine empezaron a escribir canciones para la banda, proporcionando la mayoría de las caras B durante el período 1965-66, incluyendo "You Don't (All The Time)", "And My Baby's Gone", "This Is My House (But Nobody Calls)" y "He Can Win". Pasaron a componer caras A, incluyendo los éxitos de las listas del Reino Unido "Everyday", "From The Bottom of My Heart" (ambos de 1965), "Boulevard De La Madeline" (1966), y "Life's Not Life" (publicado en enero de 1967 pero grabado mucho antes en 1966), antes de que el bajista/vocalista Warwick y el entonces líder Laine dejaran el grupo.
Una rara canción no británica de Pinder-Laine de esta época fue "People Gotta Go", publicada en el EP Bulevar De La Madeline, sólo en Francia, y posteriormente incluida como tema extra en la edición en CD de The Magnificent Moodies en 2006. La canción también se conoce como "Send the People Away".

### Periodo de Core seven
Pinder contribuyó a la elección del joven guitarrista, vocalista y compositor de Swindon Justin Hayward como sustituto de Laine. Fue Pinder quien telefoneó a Hayward y luego lo recogió en la estación de tren. Un viejo amigo, John Lodge, de la época de El Riot, vino a sustituir al temporal Rod Clarke como bajista/vocalista permanente, completando así la formación "clásica" de los Moodies.
Tras un intento inicial fallido de continuar con material de R&B, la banda decidió abandonar todas las versiones y grabar solo canciones originales. Pinder y Hayward lideraron el camino: "Fly Me High" de Hayward fue el primer lanzamiento de la formación revisada, publicado en Decca a principios de 1967 con el roquero de estilo más antiguo de Pinder "Really Haven't Got The Time" como cara B.
Una canción de Pinder grabada pero inédita de esta época (1967) fue la balada de jazz-blues "Please Think About It" , que más tarde se incluiría en el álbum doble Caught Live + 5 publicado por Decca en 1977.
Pinder obtuvo un Mellotron de segunda mano de Streetly y, tras quitarle todas las cintas de efectos especiales (silbidos de tren, canto de gallo, etc.) y doblar las cintas de la sección de cuerdas, lo utilizó en numerosas grabaciones de The Moody Blues. Esto comenzó con su sencillo "Love and Beauty ", una canción flower power escrita y cantada por Pinder, y su única cara A de los Moodies después de 1966. Pinder presentó el Mellotron  a su amigo John Lennon. The Beatles utilizaron posteriormente el instrumento en "Strawberry Fields Forever".
La canción "Dawn (Is A Feeling)" de Pinder –con la voz principal de Hayward, y Pinder cantando la sección del puente– inició el álbum Days of Future Passed, en el que Pinder también contribuyó con "The Sun Set" y narró los poemas de apertura y cierre del baterista Edge, "Morning Glory" y "Late Lament".
Pinder, junto con el ingeniero de grabación de los Moodies, Derek Varnals, y el productor de toda la vida, Tony Clarke (un productor de la plantilla de Decca asignado a ellos desde "Fly Me High"), consiguieron idear una forma innovadora de tocar y grabar el poco manejable Mellotron para que el sonido fluyera en ondas sinfónicas, en contraposición al corte brusco que el instrumento daba normalmente. Este sonido sinfónico caracterizaría la mayor parte de lo que más tarde se consideró como los siete principales álbumes de los Moodies entre 1967 y 1972.
Pinder fue uno de los primeros músicos en utilizar el Mellotron en directo, confiando en los conocimientos mecánicos que había adquirido en su época con Streetly para mantener el instrumento, supuestamente poco fiable, en buen estado de funcionamiento. El primer concierto de los Moodies en EE. UU. fue un ejemplo de sus dificultades. Cuando la banda tocó su primera armonía, la parte trasera del Mellotron se abrió y todas las tiras de cinta cayeron en cascada. Pinder cogió su caja de herramientas y consiguió que el instrumento volviera a funcionar en 20 minutos, mientras el equipo de luces entretenía al público proyectando dibujos animados.
Además del mellotrón, el órgano y el piano, Pinder también tocó el clavicordio, el sintetizador Moog, las tablas, varias formas de teclados y percusión, el autoarpa, la tambura, el violonchelo, el bajo y las guitarras acústicas y eléctricas en las grabaciones de Moody Blues a partir de 1967, además de aportar armonías vocales clave y voces principales desde 1964 hasta 1978. Pinder también actuó como principal arreglista musical del grupo hasta 1978.
El concierto de 1969 en el álbum Caught Live + 5 y el DVD Live at the Isle of Wight Festival 1970 muestran a Pinder y Thomas actuando como portavoces del grupo en el escenario.
Pinder escribió y cantó varios de los números más progresivos e incluso místicos de los Moodies, como "(Thinking is) The Best Way To Travel" y "Om" (ambos del álbum In Search of the Lost Chord de 1968), además de la innovadora pieza de rock sinfónico "Have You Heard/The Voyage/Have You Heard (part two)", con la que concluyeron su álbum de 1969 On the Threshold of a Dream. Partes de este tema aparecieron posteriormente en los jingles de Loving Awareness en Radio Caroline durante la década de 1970. Pinder también continuó narrando los poemas de Edge, especialmente "The Word" (1968); "In The Beginning" (con el propio Edge y Hayward) y "The Dream" (ambos de 1969); y "The Balance" (1970).
En "Higher And Higher" (1969) de Edge, el Mellotron de Pinder simuló el sonido de un cohete que despegaba para abrir el álbum To Our Children's Children's Children, en el que escribió y cantó "Sun is Still Shining" y una rara canción coescrita (con John Lodge), "Out and In", en la que también cantó la voz principal. El Mellotron de Pinder destaca especialmente en temas como el instrumental de Edge "Beyond" y el tema de cierre de Hayward-Thomas "Watching And Waiting".
La canción de Pinder "A Simple Game" (1968), por la que ganó un Premio Ivor Novello, se utilizó como cara B de su sencillo de éxito en el Reino Unido "Ride My See Saw" del álbum "In Search of the Lost Chord" de Deram; tanto esta canción como la canción de Pinder On The Threshold of A Dream "So Deep Within You" (1969) fueron posteriormente versionadas con éxito por The Four Tops.
El 12 de octubre de 1968, The Moodies también habían cortado una versión, entonces no publicada, de "A Simple Game", con Hayward como voz principal, considerando la canción como un potencial sencillo para el Reino Unido que nunca se materializó. En su lugar se utilizó la versión cantada por Pinder. La rara versión de Hayward apareció más tarde como tema extra en la versión remasterizada en CD de In Search of the Lost Chord, publicada en 2006.
El tema del álbum de Pinder de 1970 "Melancholy Man" (de A Question of Balance) se convirtió en un éxito número 1 como sencillo en el extranjero en Francia ese año. La canción "How is it (We Are Here)" de Pinder fue su otra contribución (un título de trabajo; "Mike's Number One" de las sesiones del álbum ha aparecido desde entonces como un lanzamiento posterior en CD). En las tres canciones, Pinder es el vocalista principal, como suele ser el caso de sus composiciones.
La composición y la voz principal de Pinder, "My Song", un tema atmosférico, profundo y reflexivo, cerró el álbum de los Moodies de 1971 Every Good Boy Deserves Favour, en el que también se atribuyó el mérito, junto con toda la banda, del inusual tema de apertura "Procession" (un intento de representar auditivamente la evolución de la armonía vocal y musical a través del tiempo). También cantó como vocalista principal y solista junto con Hayward, Lodge y Thomas en la canción de Edge "After You Came".
También en 1971, Pinder participó como invitado en el álbum Imagine de John Lennon en las canciones "I Don't Want to Be a Soldier (I Don't Wanna Die)" y "Jealous Guy", tocando la pandereta en lugar del mellotrón que pretendía tocar, ya que, según Pinder, las cintas del mellotrón de Lennon parecían "un bol de espaguetis", de ahí el cambio a la pandereta.
En 1972, los Moodies, entonces en la cima de su popularidad, se retiraron al estudio de Mike Pinder para grabar Seventh Sojourn, que incluía dos contribuciones escritas y cantadas por Pinder: "Lost in a Lost World" y "When You're A Free Man", dedicada a Timothy Leary. Sin embargo, Pinder cambió a Chamberlin, de sonido similar pero menos molesto, para este álbum.

### Parón de la banda
The Moody Blues dejaron de grabar en 1974, y Pinder se trasladó a California, publicando un álbum en solitario, The Promise, en 1976 a través del sello Threshold de los Moodies.

### Reforma de la banda, Octava y salida
En 1977, la banda volvió a grabar y actuar; Pinder declinó su participación plena, aunque colaboró en el lanzamiento de 1978 de Octave grabando con la banda una canción de la época de Promise que no se utilizó, "One Step Into the Light". También añadió algunos sintetizadores y coros al álbum, en particular la introducción de "Steppin' in a Slide Zone" de Lodge y el clímax instrumental de "I'll Be Level with You" de Edge; luego dejó de asistir a las sesiones cuando surgieron conflictos interpersonales (sobre todo con Edge). Durante este tiempo, Pinder también estaba en una nueva relación que resultó en matrimonio e hijos, por lo que prefirió no salir de gira con la banda en ese momento. En consecuencia, la banda contrató en su lugar al teclista suizo Patrick Moraz, exmiembro de Yes.

## Vida después de The Moody Blues
Pinder se empleó como consultor de la Corporación informática Atari (trabajando principalmente en la síntesis musical), se volvió a casar y formó una familia en Grass Valley, California. Permaneció alejado del ojo público hasta mediados de la década de 1990, cuando empezó a conceder entrevistas y a trabajar en nuevos proyectos de grabación. En 1994 publicó su segundo álbum en solitario, Among the Stars, en su propio sello One Step, con un éxito limitado. Otro lanzamiento de One Step, A Planet With One Mind (1995), aprovechó la experiencia de Pinder como recitador principal de la poesía de Graeme Edge en los álbumes de The Moody Blues; en esta grabación, Pinder lee siete cuentos infantiles de diferentes culturas del mundo, acompañados de la correspondiente música del mundo. Al ser su primer álbum de palabra hablada, tuvo una buena acogida entre sus contemporáneos del género: fue finalista del Premio Benjamin Franklin a la Excelencia en Audio como grabación infantil destacada.
Pinder ha seguido trabajando en el estudio de grabación en sus propios proyectos y en los de otros, así como en el desarrollo de nuevos artistas y en el fomento del proceso creativo.
Pinder ingresó en el Salón de la Fama del Rock and Roll, como miembro de The Moody Blues, en abril de 2018.

## Vida familiar y personal
El primer matrimonio de Pinder fue con Donna Roth, con quien tuvo a su hijo mayor Daniel, pero el matrimonio terminó en divorcio. Pinder se casó entonces con una estadounidense, Tara Lee, con la que tuvo dos hijos, Matt y Michael Lee. Sus tres hijos son músicos: el mayor, Daniel, es editor y consultor musical de películas, con muchos créditos, entre ellos Piratas del Caribe: la maldición de la Perla Negra y El código Da Vinci. Matt y Michael Lee actúan como The Pinder Brothers. Tienen dos CDs, Jupiter Falls y Ordinary Man. Varias canciones de ambos discos pueden escucharse en su sitio web y en su página de Myspace. Mike Pinder toca su característico Mellotron en algunas de las canciones.
En 2013, Justin Hayward habló de que Pinder aprendió Meditación Trascendental en 1967, junto con otros miembros de The Moody Blues.